# 清水 (福島市)
清水（しみず）は、福島県福島市の旧信夫郡清水村の範囲を指す地域名である。

## 概要
福島市役所清水支所管轄の泉・御山・北沢又・南沢又・森合の全域と野田町の一部を含む計6地区を指す。福島市市街地に隣接した閑静な住宅地として栄えている地域であり、福島市内の他地域と比べても、多くの市営団地が整備された特徴を持つ。福島の文京エリアとして、福島県立美術館・県立図書館や県立福島工業高校が立地する場所でもある。
清水地域は、信夫山以西から松川を南北に覆うような形をしている。ちなみに松川以南を福島警察署、松川以北を福島北警察署の管轄としているが、松川を南北で跨いでいる清水地域のみ例外である。松川の南北に関わらず統一して福島警察署の管轄である。

## 歴史
福島城下からほど近くに位置し、福島城下から飯坂温泉や米沢を結ぶ飯坂街道（旧：萬世大路）と言った主要街道に面していたため、現在の福島市内の中でも比較的早い時期から開けていた地域のひとつであった。

## 地域
清水地域内の地名
- 泉
- 御山

- 北沢又

- 南沢又

- 森合

- 野田町（一部）